# Neoplan Jumbocruiser
Jumbocruiser ist die Bezeichnung für den zwischen 1975 und 1992 vom deutschen Omnibushersteller Neoplan gebauten doppelstöckigen Gelenkbus mit der Typenbezeichnung N138/4. Seine ca. 90 m² Nutzfläche ermöglichen theoretisch 144 Sitzplätze. Mit einer Bar und einem großen Gepäckraum ausgestattet, wurden die Fahrzeuge jedoch mit maximal 110 Sitzen geliefert. Gemessen an der Nutzfläche ist er bis heute der größte straßentaugliche Omnibus der Welt.

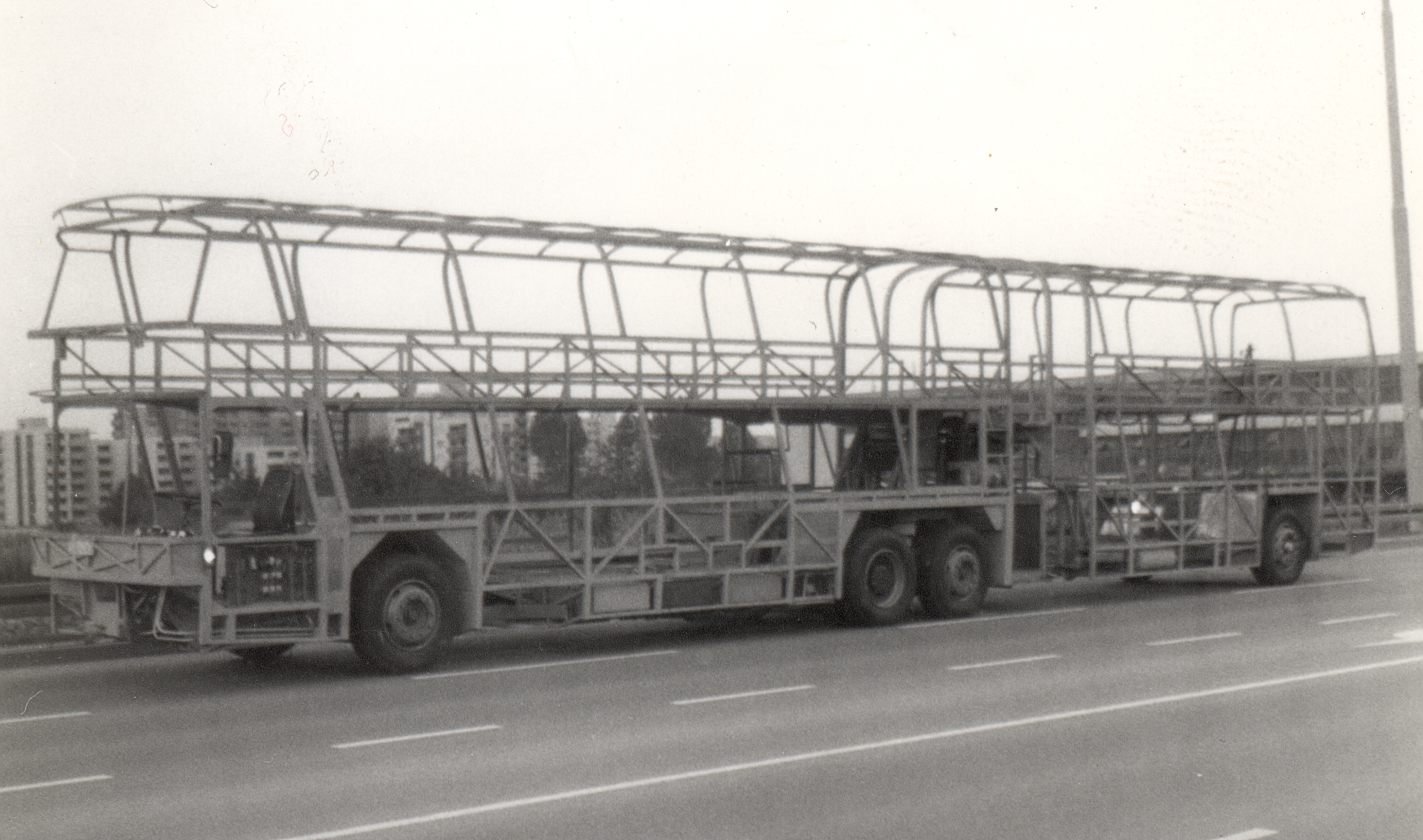
Jumbocruiser Prototyp Rollout mit erster Testfahrt 1975

Der Jumbocruiser ist ein vierachsiger Doppeldeckergelenkbus, der die (damals) zulässigen Maximalmaße für deutsche Fahrzeuge ausnutzt. Insgesamt wurden nur elf Fahrzeuge hergestellt. Die ersten zehn Modelle hatten Motor und Antriebsachse in der Fahrzeugmitte. Der Motorraum befindet sich in einem abgetrennten Gehäuse vor und unter dem Gelenk, sodass ein Übergang nur auf dem oberen Deck möglich ist. Das elfte und letzte Fahrzeug dieser Baureihe wurde als Schubgelenkbus konstruiert. Dieses Fahrzeug wurde auf Kundenwunsch abweichend konstruiert, aber trotzdem der Baureihe N138/4 zugeordnet.
Die Kosten für einen neuen Jumbocruiser beliefen sich 1977 etwa auf 1,1 Millionen DM. Ein vergleichbarer Skyliner-Doppeldecker Typ N122/3 kostete seinerzeit nur etwa 460.000 DM.

## Einsatz

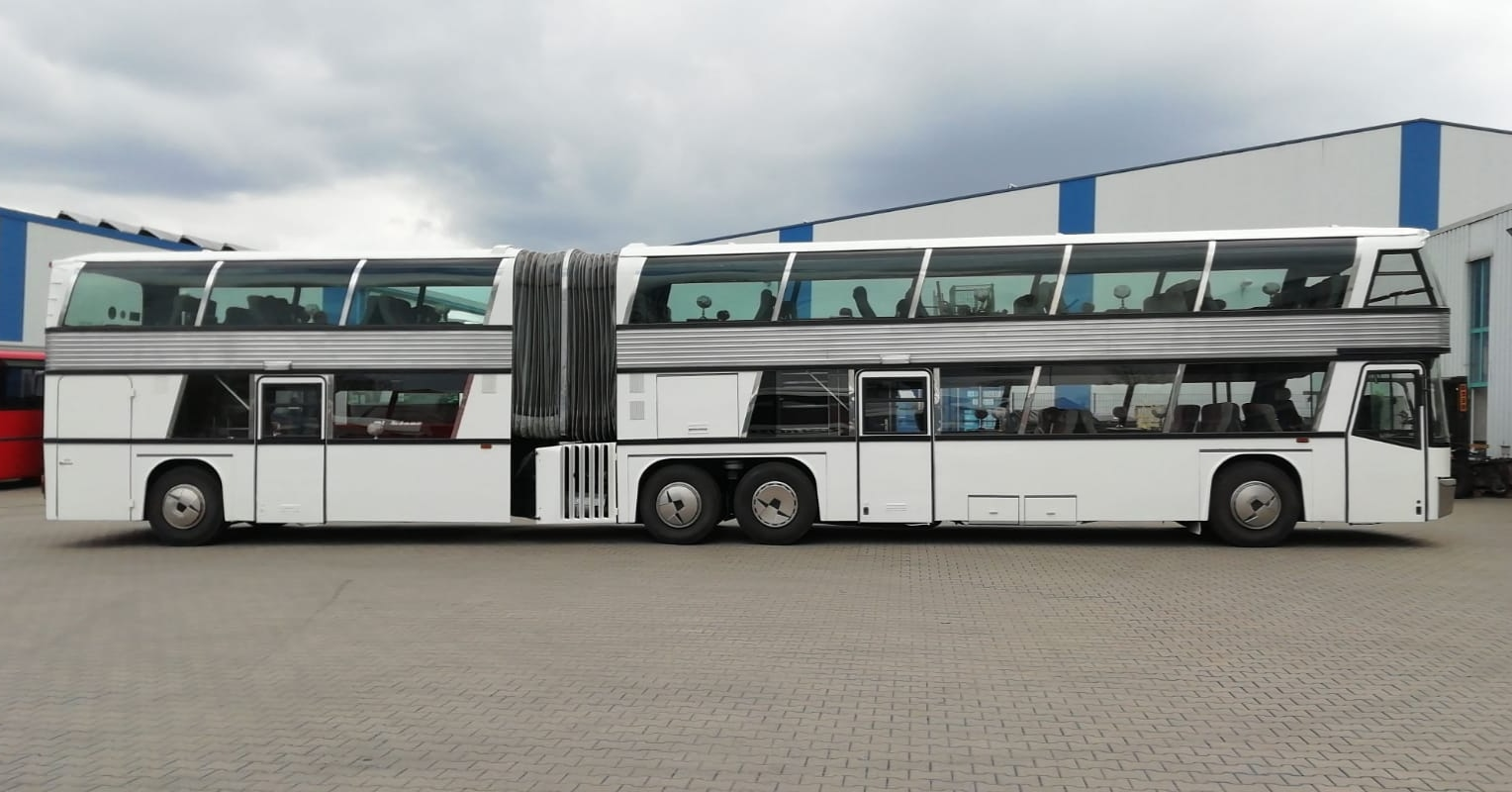
Bus Nr. 3 (2019)

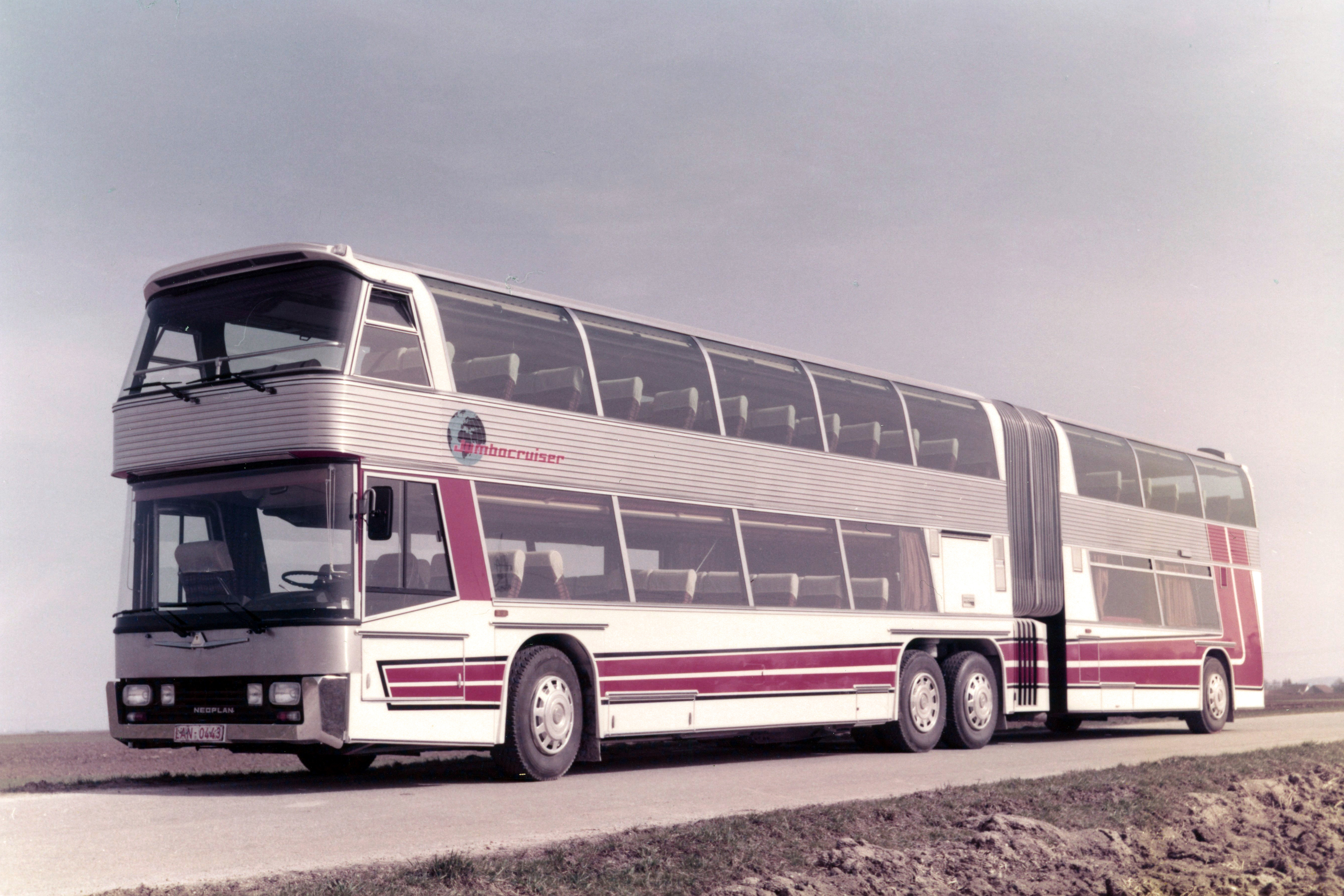
Bus Nr. 4 Ende 1976 vor der Auslieferung.

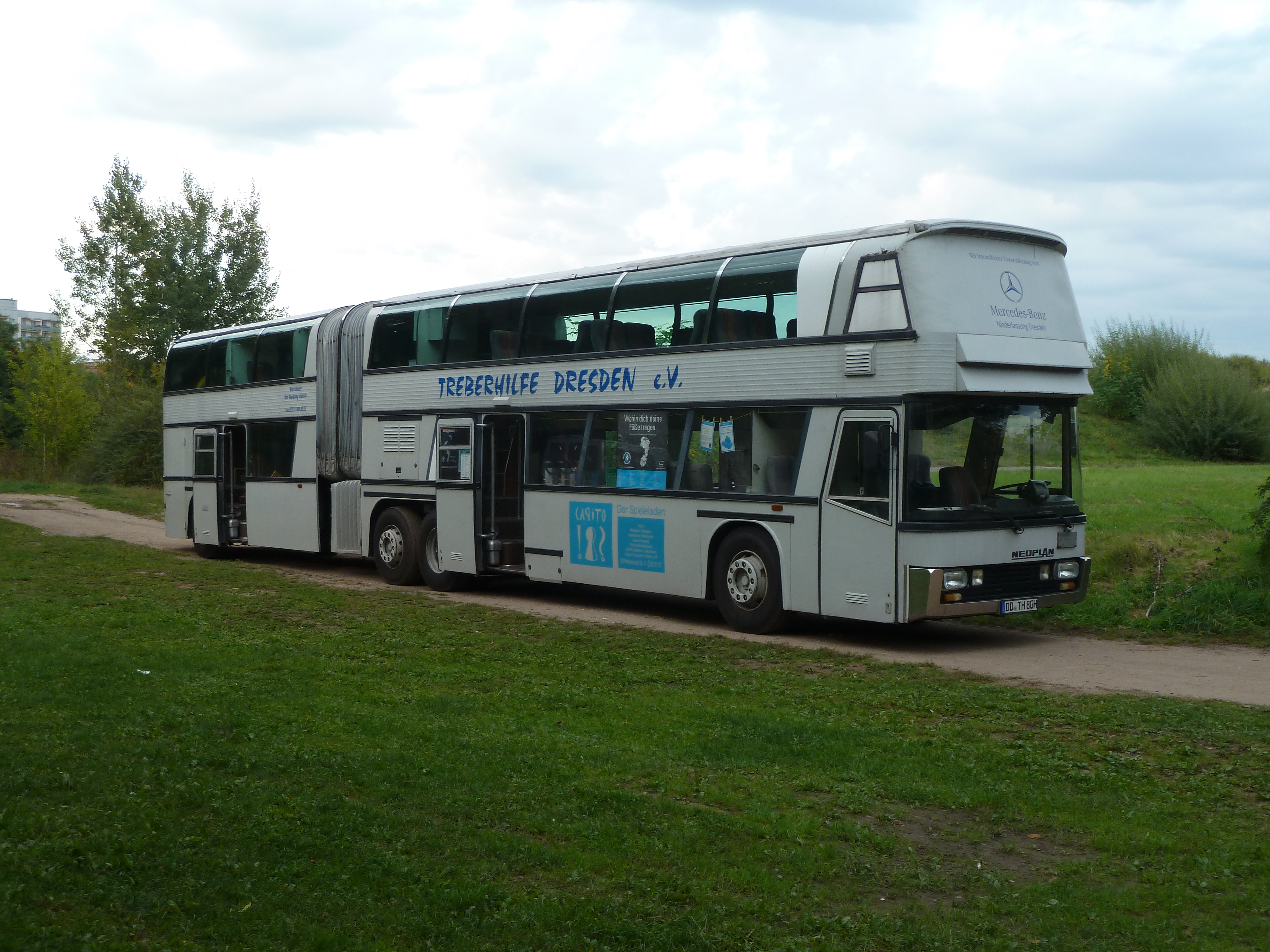
Bus Nr. 4 (2012)

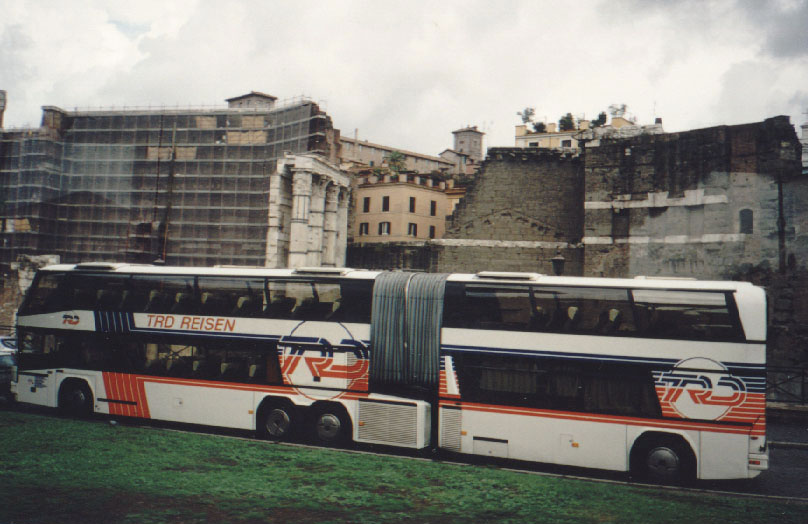
Einsatz bei TRD-Reisen in Rom (1999)

Von den elf Fahrzeugen dieses Typs sind noch neun in Betrieb, jedoch in den meisten Fällen nicht mehr mit der ursprünglichen Funktion als Reisebus. Dies ist hauptsächlich dem Umstand geschuldet, dass Länder wie Frankreich Reisegelenkbussen die Einfahrt generell verweigern oder an teure Ausnahmegenehmigungen knüpfen. Ferner nahm der Markt für Busreisen grundsätzlich ab, so dass Reiseunternehmer gezwungen waren, Fahrzeuge möglichst kostengünstig zu beschaffen. Dem vierachsigen, 15 m langen Doppeldecker Neoplan „Megaliner“ mit zwei vorderen Lenkachsen blieb aus diesen Gründen ein Durchbruch verwehrt.

## Verbleib

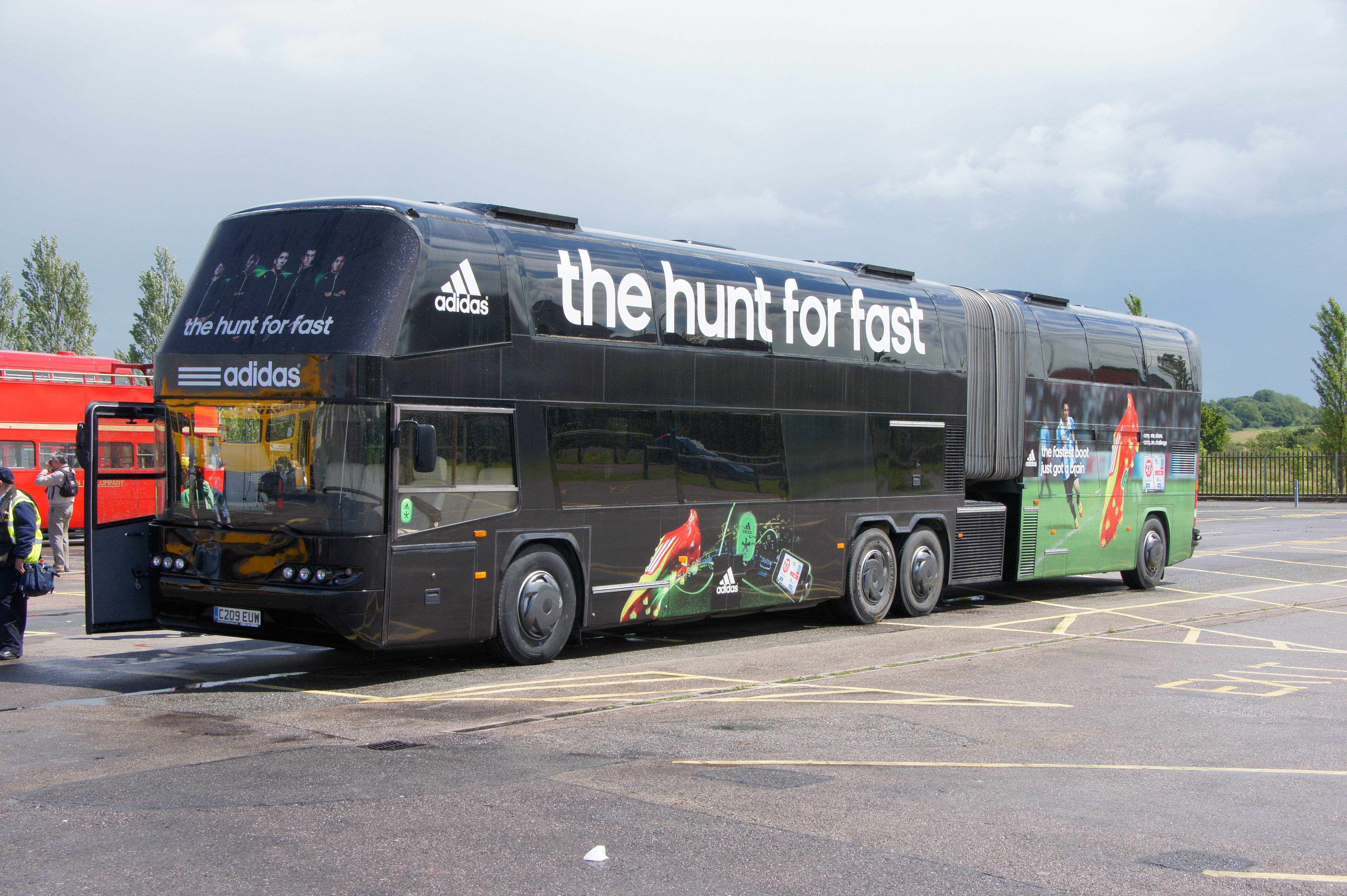
Bus Nr. 10 (2012)

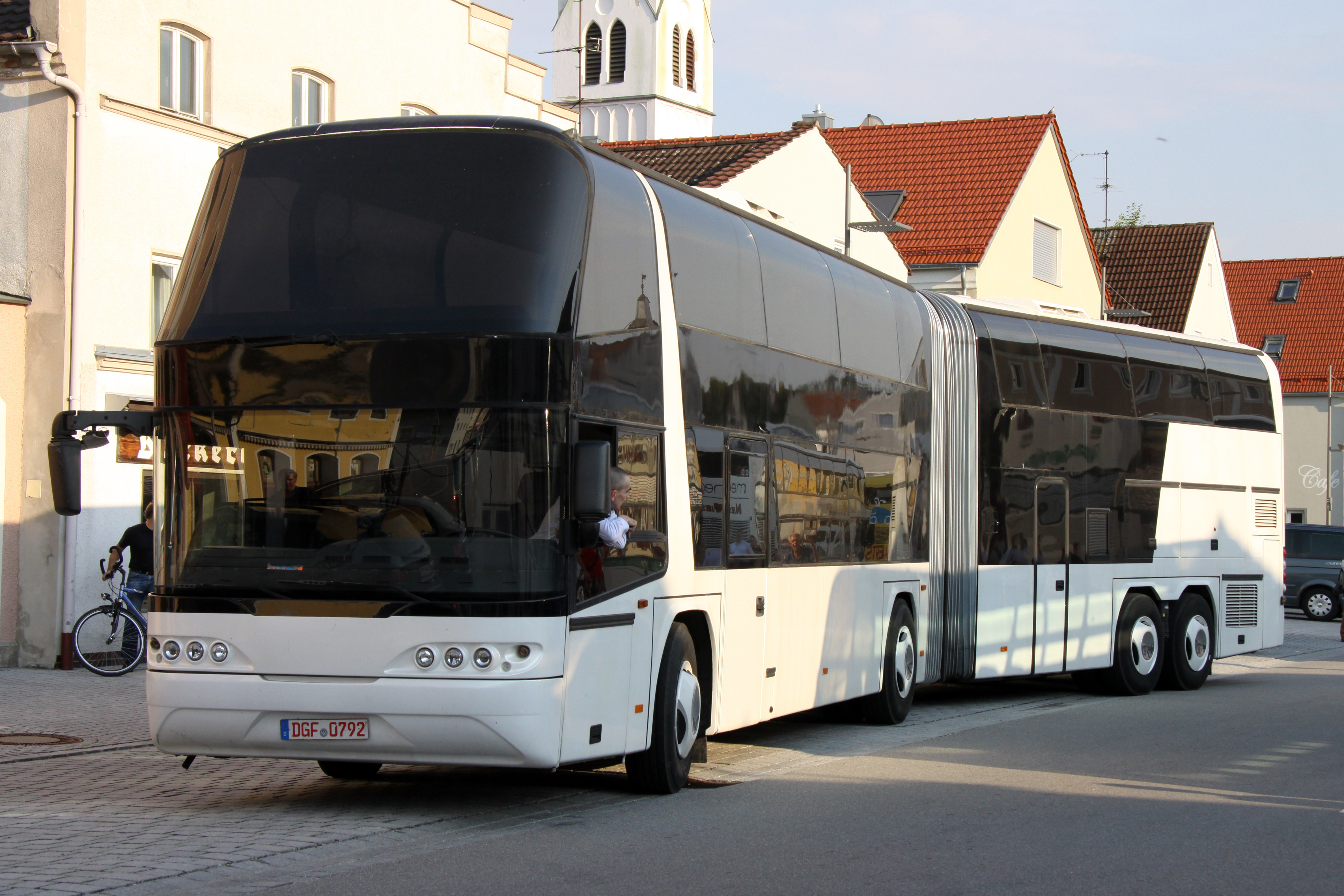
Neoplan Jumbocruiser No. 11 (2015)

Fahrzeug Nr. 1, gebaut als Prototyp 1975 für Globus Reisen (Autobus Grein), Köln – Leverkusen – Bonn, wurde 1995 von einer Privatperson erworben und nachfolgend bis 1997 in ein Wohnmobil umgebaut. Der Motor wurde erneuert, das Getriebe generalüberholt und die gesamte Technik verbessert. Im Nachläufer wurde eine Garage für einen Kleinwagen eingebaut. Auf dem Dach befindet sich eine Terrasse über die gesamte Fahrzeuglänge. Es ist heute das größte Wohnmobil der Welt, bekannt unter dem Label „Der Bus“.
Das Fahrzeug ging zum Jahreswechsel 2020/2021 an OMR Omnibushandel Mario Röttgen, nach einer Restaurierung und technischer Aufarbeitung ist der Jumbocruiser nun wieder als Messe- und Event Bus unterwegs. Auf beiden Seiten wurden die blauen Schriftzüge „DER BUS“ wieder angebracht.
Fahrzeug Nr. 2, gebaut 1976 für TRD-Reisen, Dortmund, wurde zum Tourneebus der Kelly Family. Hierzu wurden 28 Betten eingebaut und es erhielt eine neue Lackierung in schwarz. Danach wurde der Bus als Leihgabe im Technik-Museum Speyer ausgestellt. Heute befindet er sich im Privatbesitz von Joey Kelly und steht fahrbereit im Rheinland.
Fahrzeug Nr. 3, gebaut 1976 für Hallo-Reisen, Essen. Verkauft an Weku-Reisen, Reinbek. Danach Verkauf an Adam, Saarbrücken. Weiterverkauf an Lövenich, Düren. Danach bei Kurt Seger, Münnerstadt mit auffälliger Lackierung „Lotto King Tip-Gemeinschaft“ im Einsatz. Gehört heute dem Reisedienst Lücke in Dülmen. Nach aufwändiger Restaurierung in Ibbenbüren der letzte als Omnibus zugelassene fahrbereite Jumbocruiser. Im Zuge der Restaurierung wurde das Fahrzeug im Hallo-Reisen International-Design lackiert. Spätere Modernisierungen insbesondere der Front wurden zurückgebaut. Der Bus sieht heute exakt wieder so aus, wie er bei Erstauslieferung aussah. Hallo-Reisen selbst ging 1982 in die Insolvenz.
Fahrzeug Nr. 4, gebaut 1976 für Mommeyer, Hannover. Die Bestellung wurde von der Firma Werner, Gifhorn, übernommen und später storniert. Nach Umlackierung 1977 zugelassen für Mundstock Reisen, Peine. 1979 verkauft an den Vestischen Reisedienst, Haltern. Umlackierung. 1981 abermalige Umlackierung durch Vestischen Reisedienst in Kundendesign Tjaereborg-Reisen (gelb). 1983 Verkauf an Nordisk Bus Touristik, Flensburg. 1984 Weiterverkauf an Ziegler, Marbach am Neckar. 1988 abermaliger Verkauf an Hadersdorfer, Moosburg + Freising. Umlackierung. 1996 Verkauf an die Treberhilfe Dresden e. V. mit einem dortigen Umbau zu einer rollenden Sozialstation und Umlackierung in weiß. Neuer Eigentümer ist seit November 2020 das Busunternehmen HappyDay aus Marktredwitz.
Fahrzeug Nr. 5, gebaut 1977 ebenfalls für TRD-Reisen. Weitere Eigentümer waren RWFK in Wuppertal und Meyta in Russland. Steht heute nicht fahrbereit im Bestand des U-Boot-Museums in Peenemünde.
Fahrzeug Nr. 6, gebaut 1977 und erstmals eingesetzt als Car-O-Tel-Hotelbus in den USA, ist heute ebenfalls ein Wohnmobil.
Fahrzeug Nr. 7, gebaut 1979 für Hallo Reisen in Essen. 1986 ausgebrannt und verschrottet.
Fahrzeug Nr. 8, gebaut 1982 für Sola Ruten in Norwegen. Kollidierte am 15. Mai 1993 mit einer Eisenbahnbrücke in Schweden. Als Totalschaden abgeschrieben und verschrottet.
Fahrzeug Nr. 9, gebaut 1983 für Chuo Kanko Bus, Osaka/Japan. War nur 3,80 m hoch. Außerdem war das Fahrzeug Rechtslenker und hatte die Türen auf der linken Seite. Sein Verbleib ist unbekannt.
Fahrzeug Nr. 10, gebaut 1986 für TRD-Reisen im neuen Design, wurde im November 2002 verkauft an Atlantic Coast PLC. Der Umbau in einen Nightliner wurde begonnen. Beteiligt daran war auch die Firma Coach-Service aus Reichshof. Nachfolgend der Verkauf an die englische Niederlassung der griechischen Firma Smart Moving Media. Nach einem Einsatz als Werbefahrzeug wurde er erneut verkauft.
Fahrzeug Nr. 11, gebaut 1992 für Best Tours in Wemmel/Belgien als Schubgelenkbus. Verunglückte kurz nach Indienststellung schwer in der Nähe von Lyon: Ein Lkw-Fahrer bemerkte nicht das Stauende und fuhr auf den Bus auf. Es folgte ein langer Rechtsstreit zwischen dem Versicherer und dem Hersteller Neoplan. Während dieser Zeit war der Bus eingelagert. Anfang 2004 Verkauf an Atlantic Coast PLC. Das Fahrzeug wurde zu einem Karosseriebauer nach Mons in Belgien gebracht. Hier wurde nicht nur der Unfallschaden beseitigt, sondern der Bus auch optisch verjüngt. Ende 2006 wurde er nach England überführt und nach Testfahrten auf dem Taunton Test Centre bei Atlantic Coast PLC abgestellt. Seit 2015 befindet sich das Fahrzeug in Berlin und wird zum Eventfahrzeug umgerüstet.
Anfang der 2000er Jahre befanden sich die Busse Nr. 10 und Nr. 11 in Händen der Atlantic Coast PLC, einem Unternehmen, das Nightliner für Tourneeveranstalter einsetzt. Während dieser Zeit änderte das Unternehmen seinen Namen in Jumbocruiser Ltd. und heißt bis heute noch so. Ob die beiden Busse Nr. 10 und Nr. 11 jemals für Atlantic Coast PLC bzw. Jumbocruiser Ltd. als Nightliner gefahren sind, konnte nicht geklärt werden.

## Vergleichbare Fahrzeuge

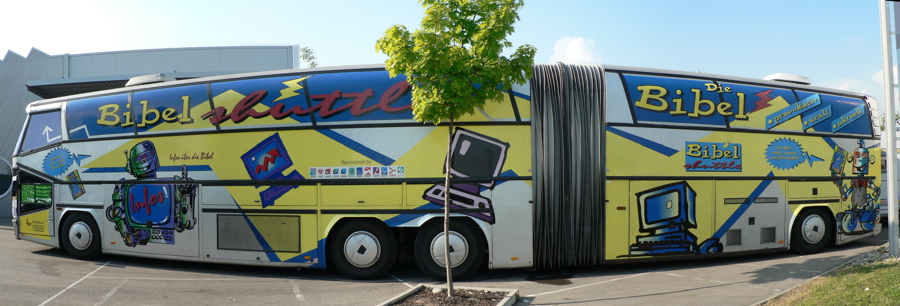
Ein Unikat – der optisch ähnliche Neoplan N 121/4 „Spacelongliner“

Neoplan N121/4 Spacelongliner: Der 1979 als Superhochdecker gebaute Bus blieb ein Einzelstück.
VDL Berkhof Excellence 2000 HDA: Von diesem Fahrzeug gab es nur zwei Prototypen, die neben dem Jumbocruiser die weltweit einzigen Doppelstockgelenkbusse waren.
Van Hool TG 822 Altano (Spitzname Alligator): Ausführung als Superhochdecker (nur ein durchgehendes Oberdeck).